# Municipio de Elixir
El municipio de Elixir (en inglés: Elixir Township) es un municipio ubicado en el condado de Boone en el estado estadounidense de Arkansas. En el año 2010 tenía una población de 2802 habitantes y una densidad poblacional de 20,78 personas por km².

## Geografía
El municipio de Elixir se encuentra ubicado en las coordenadas 36°19′6″N 93°0′29″O / 36.31833, -93.00806. Según la Oficina del Censo de los Estados Unidos, el municipio tiene una superficie total de 134.82 km², de la cual 134.68 km² corresponden a tierra firme y (0.1%) 0.13 km² es agua.

## Demografía
Según el censo de 2010, había 2802 personas residiendo en el municipio de Elixir. La densidad de población era de 20,78 hab./km². De los 2802 habitantes, el municipio de Elixir estaba compuesto por el 95.57% blancos, el 0.43% eran afroamericanos, el 1.03% eran amerindios, el 0.11% eran asiáticos, el 0.04% eran isleños del Pacífico, el 0.18% eran de otras razas y el 2.64% pertenecían a dos o más razas. Del total de la población el 1.75% eran hispanos o latinos de cualquier raza.